# Jokela järnvägsstation
Jokela järnvägsstation (Jk, finska Jokelan rautatieasema) är en järnvägsstation i Tusby i Jokela. Den ligger mellan stationerna Nuppulinna och Hyvinge. Avståndet från Helsingfors järnvägsstation är cirka 48 kilometer på Helsingfors-Riihimäki-banan. Vid stationen stannar närtrafikens tåg H, R och T (Helsingfors-Riihimäki).